# New Gold
New Gold  ist ein kanadisches Goldbergbauunternehmen, das an der Toronto Stock Exchange (TSX) und der New York Stock Exchange (NYSE) unter dem Kürzel NGD gelistet ist. Der Hauptsitz der Gesellschaft befindet sich in Toronto, ein weiteres Büro in Vancouver. Das Unternehmen besitzt mit Stand August 2019 zwei produzierende Goldbergwerke in Kanada und eines in Mexiko. Des Weiteren verfolgt New Gold ein weiteres Explorationsprojekt mit Namen Blackwater in Kanada. 

## Geschichte
New Gold Inc. entstand am 30. Juni 2008 durch den Zusammenschluss der drei Bergbauunternehmen 'alte' New Gold, Metallica Resources Inc. und Peak Gold.
Mit den eingebrachten drei produzierenden Minen Amapari Brasilien, Peak Mines Australien, Cerro San Pedro Mexiko wurden 233.000 Unzen Gold produziert. Größtes Entwicklungsprojekt war die Afton Mine in Kanada mit geschätzten Goldreserven von ca. 8 Mio. Unzen. Daneben besaß das Unternehmen 30 % (zusammen mit Goldcorp) an dem Kupfer-Gold-Silber Projekt El Morro.
Im Mai 2009 kam es zu einem weiteren Zusammenschluss des Unternehmens mit Western Goldfields Inc., wodurch die Mesquite Mine in Kalifornien als weiteres Goldbergwerk hinzugewonnen werden konnte. Im Januar 2010 wurde die Amapari Mine für 63 Mio. US-Dollar an Beadell Resources Ltd. veräußert.
Im Jahr 2011 erwarb das Unternehmen das sog. Blackwater Projekt in British Columbia für 600 Mio. US-Dollar. Die geschätzten gesamten Goldvorkommen für das Projekt beliefen sich auf 8,8 Mio. Unzen. Im folgenden Jahr 2012 konnte New Afton als vierte produzierende Mine den Betrieb aufnehmen.
Im Juni 2013 wurde die Rainy River Resources Ltd. (mit dem gleichnamigen Goldprojekt Rainy River in British Columbia) für 300 Mio. US-Dollar übernommen. Am 6. Oktober 2017 produzierte diese Mine die ersten 500 Unzen Gold. In Rainy River sind im ersten Quartal 2018 etwa 39.325 Unzen Gold und 57.764 Unzen Silber gefördert worden.
Im Juli 2015 kündigte New Gold den Verkauf seines 30-%-Anteils an der El Morro Mine an Goldcorp an. Im Februar 2017 folgte der Verkauf eines verbliebenen Anspruches auf die Goldproduktion dieser Mine für 65 Mio. US-Dollar ebenfalls an Goldcorp Inc. Der Verkauf der Peak Mines Goldmine in Australien wurde im April 2018 für 58 Mio. US-Dollar abgeschlossen.
Im September 2018 kündigte New Gold den Verkauf der Mesquite Goldmine für 158 Mio. US-Dollar in bar an das Unternehmen Equinox Gold Corp. an. Die Mine Mesquite Goldmine in Kalifornien produzierte zu diesem Zeitpunkt durchschnittlich 135.000 Unzen Gold pro Jahr. Der Verkauf wurde im Oktober 2018 erfolgreich abgeschlossen.

## Produktion
Die Goldproduktion in Feinunzen belief sich im Jahr 2018 auf
| Name               | Lage                     | Anteil | Produktion 2018 in oz | Reserven(P+P) in 000 oz | AISC in US-Dollar |
| ------------------ | ------------------------ | ------ | --------------------- | ----------------------- | ----------------- |
| Cerro de San Pedro | San Luis Potosí, Mexiko: | 100 %  | 10.870                | Residual leaching       | 2.023             |
| New Afton          | Kamloops, BC, Kanada:    | 100 %  | 77.329                | 1.077                   | -1.147            |
| Rainy River        | Ontario, Kanada          | 100 %  | 227.284               | 4.186                   | 1.501             |
| Blackwater         | British Columbia, Kanada | 100 %  | 0                     | 8.170                   | 0                 |
| Gesamt             |                          |        | 315.483               | 13.433                  | 961               |

Bei der Goldproduktion fallen signifikante Mengen von Beiprodukten an. New Gold produzierte 2024 neben Gold im Wert von 707,8 Mio. US-Dollar zusätzlich Kupfer im Wert von 198,5 Mio. US-Dollar und Silber im Wert von 18,3 Mio. US-Dollar.